# Шарл Лебрен
Шарл Лебрен (фр. Charles Le Brun; 24. фебруар 1619, Париз—12. фебруар 1690, Париз) био је француски дворски сликар, архитекта, унутрашњи декоратер, директор мануфактуре гоблена, теоретичар уметности и ректор Краљевске академије сликарства и скулптуре. Стварао је у епохи Барока и био један од најзначајнијих експонената стила Луја XIV. Водио је радове на уређивању двораца Во ле Виконт и дворца у Версају. 

## Биографија
Од једанаесте године образовао се у атељеу Симона Вуеа. Са 15 година израдио је наруџбину за коју је добио похвале од Никола Пусена, за кога је наредне четири године радио у Риму. Од Пусена је прихватио став према теорији уметности. По повратку у Париз 1646, радио је за многе наручиоце. Постао је близак са кардиналом Мазареном који је у Лебрену препознао таленат за организацију и поставио га уз себе на чело Краљевске академије сликарства и скулптуре (Académie royale de peinture et de sculpture, 1648), и Француске академије у Риму. Године 1660. основали су школу гоблена, која се није бавила само таписеријама, већ и израдом свих врста дворског намештаја. 
Лебренов помпезан и патетичан стил се слагао са укусом краља Луја , који је од њега наручио декорацију дворца Во ле Виконт и серију платана на тему подвига Александра Великог. Прво од њих, „Александар и Даријева породица“, толико је одушевило краља да му је одмах подарио титулу племића (1662). Постао је „Први сликар његовог величанства“, а краљ га је прогласио „највећим француским уметником свих времена“. 
Од овог времена, сви радови на краљевим палатама били су под Лебреновим надзором. У Краљевској академији сликарства и скулптуре, где је од 1663. био директор, утемељио је уметничку идеологију академизма. 
У дворцу Версај осликао је салоне рата и мира (1686), амбасадорско степениште и Галерију огледала (1679–1684). Поред огромног дела које је створио за краља радио је и велики број наруџбина за верска друштва и приватне наручиоце. Истакао се као цртаач, портретиста и сликар пејзажа. Све је то за њега била техничка вежба, а у основи се налазила академска композиција призора која је по Лебрену образовала дух. Његов се утицај осећао у теорији уметности у наредна два века. 